# Aeroportul Kassala
Aeroportul Kassala (IATA: KSL, ICAO: HSKA) este un aeroport din Sudan ce deservește zona Kassala. A fost numit după zona deservită.
Situat la o altitudine de 509 m, aeroportul dispune de o singură pistă.